# Championnat du Portugal de beach soccer
 (mai 2022).
Le championnat du Portugal de beach soccer est une compétition annuelle de beach soccer disputée entre les clubs portugais de la discipline.

## Histoire

### Ligue nationale (2005-2010)
Entre 2005 et 2010, la Ligue nationale de beach soccer est considérée comme le plus grand événement de l'été au Portugal. Cette compétition est le résultat d'un effort des associations de football de l'Algarve, Castelo Branco, Leiria, Lisbonne (Benfica et Sporting), Porto et Setúbal, en collaboration avec les différentes autorités nationales et locales. La gestion est assurée par SC Sports, une organisation spécialisée dans les grands événements sportifs de l'été. La compétition se déroule alors entre mai et juillet avec quatre étapes effectuées dans différentes régions du pays. La LNFP a le soutien du Ministère de la Jeunesse et des Sports.

### Championnat (depuis 2010)
Le Championnat national de beach soccer est un tournoi joué en juillet et août, sous la direction de la Fédération portugaise de football. Il débute en 2010 sous l'égide de la FPF, remplaçant ainsi la Ligue national. Les huit meilleurs clubs portugais participent à cette aventure qui est jouée dans un tournoi type à la ronde. Avec les trois géants que sont le Sporting Portugal, Benfica et le FC Porto, des équipes comme Vitoria Guimaraes, Sotao, Naval, Varzim et Vitória Setúbal complète le tableau.
Le premier vainqueur est le Sporting Portugal qui survole le championnat avec 7 victoires en autant de matchs, la meilleure attaque (48 buts) et la meilleure défense (9 buts).

## Clubs de la saison 2019
- Alfarim
- SC Braga
- CB Loures
- GR Amigos Paz
- Leixões
- CD Nacional
- Sesimbra
- Sporting Portugal

## Palmarès

### Par édition
| Saison | Champion        | Score | Finaliste         |
| ------ | --------------- | ----- | ----------------- |
| 2005   | FC Porto        | -     | Sporting Portugal |
| 2006   | SL Benfica      | 6-5   | Sporting Portugal |
| 2007   | SL Benfica      | 6-3   | União de Leiria   |
| 2008   | Vitória Setúbal | 5-4   | União de Leiria   |
| 2009   | União de Leiria | 5-2   | Rio Ave           |
| 2010   | Vitória Setúbal | 3-2   | FC Porto          |

| Saison | Champion             | Second            | Troisième                 | Quatrième                 |
| ------ | -------------------- | ----------------- | ------------------------- | ------------------------- |
| 2010   | Sporting Portugal    | SL Benfica        | ACD Sótão                 | Vitória de Guimarães      |
| 2011   | Vitória de Guimarães | Sporting Portugal | Rio Ave FC                | AD Sótão                  |
| 2012   | CF Belenenses        | ACD Sótão         | AC Arrentela              | Vitória Setúbal           |
| 2013   | SC Braga             | Estoril Praia     | ACD Sótão                 | Nacional                  |
| 2014   | SC Braga             | Sporting Portugal | Nacional                  | Leixões                   |
| Saison | Champion             | Second            | Demi-finalistes           | Demi-finalistes           |
| 2015   | SC Braga             | Sporting Portugal | Leixões & CF Belenenses   | Leixões & CF Belenenses   |
| 2016   | Sporting Portugal    | SC Braga          | CB Loures & CF Belenenses | CB Loures & CF Belenenses |
| 2017   | SC Braga             | Sporting Portugal | GRAP & Nacional           | GRAP & Nacional           |
| 2018   | SC Braga             | Sporting Portugal | CB Loures & Nacional      | CB Loures & Nacional      |
| 2019   | SC Braga             | Sporting Portugal | GRAP & GD Alfarim         | GRAP & GD Alfarim         |
| Saison | Champion             | Second            | Troisième                 | Quatrième                 |
| 2020   | Sporting Portugal    | SC Braga          | CB Loures                 | GD Chaves                 |
| 2021   | SC Braga             | CB Loures         | Sporting Portugal         | AD Buarcos                |

### Par club
| Équipe               | Titres                                       | Finaliste                                          | Finale(s) |
| -------------------- | -------------------------------------------- | -------------------------------------------------- | --------- |
| SC Braga             | 7 (2013, 2014, 2015, 2017, 2018, 2019, 2021) | 2 (2016, 2020)                                     | 9         |
| Sporting Portugal    | 3 (2010, 2016, 2020)                         | 8 (2005, 2006, 2011, 2014, 2015, 2017, 2018, 2019) | 11        |
| SL Benfica           | 2 (2006, 2007)                               | 1 (2010)                                           | 3         |
| Vitória Setúbal      | 2 (2008, 2010)                               | -                                                  | 2         |
| FC Porto             | 1 (2005)                                     | 1 (2010)                                           | 2         |
| UD Leiria            | 1 (2009)                                     | 2 (2007, 2008)                                     | 3         |
| Vitória de Guimarães | 1 (2011)                                     | -                                                  | 1         |
| CF Belenenses        | 1 (2012)                                     | -                                                  | 1         |
| ACD Sótão            | -                                            | 1 (2012)                                           | 1         |
| Estoril Praia        | -                                            | 1 (2013)                                           | 1         |
| CB Loures            |                                              | 1 (2020)                                           | 1         |